# Gwardia Prezydencka Zjednoczonych Emiratów Arabskich

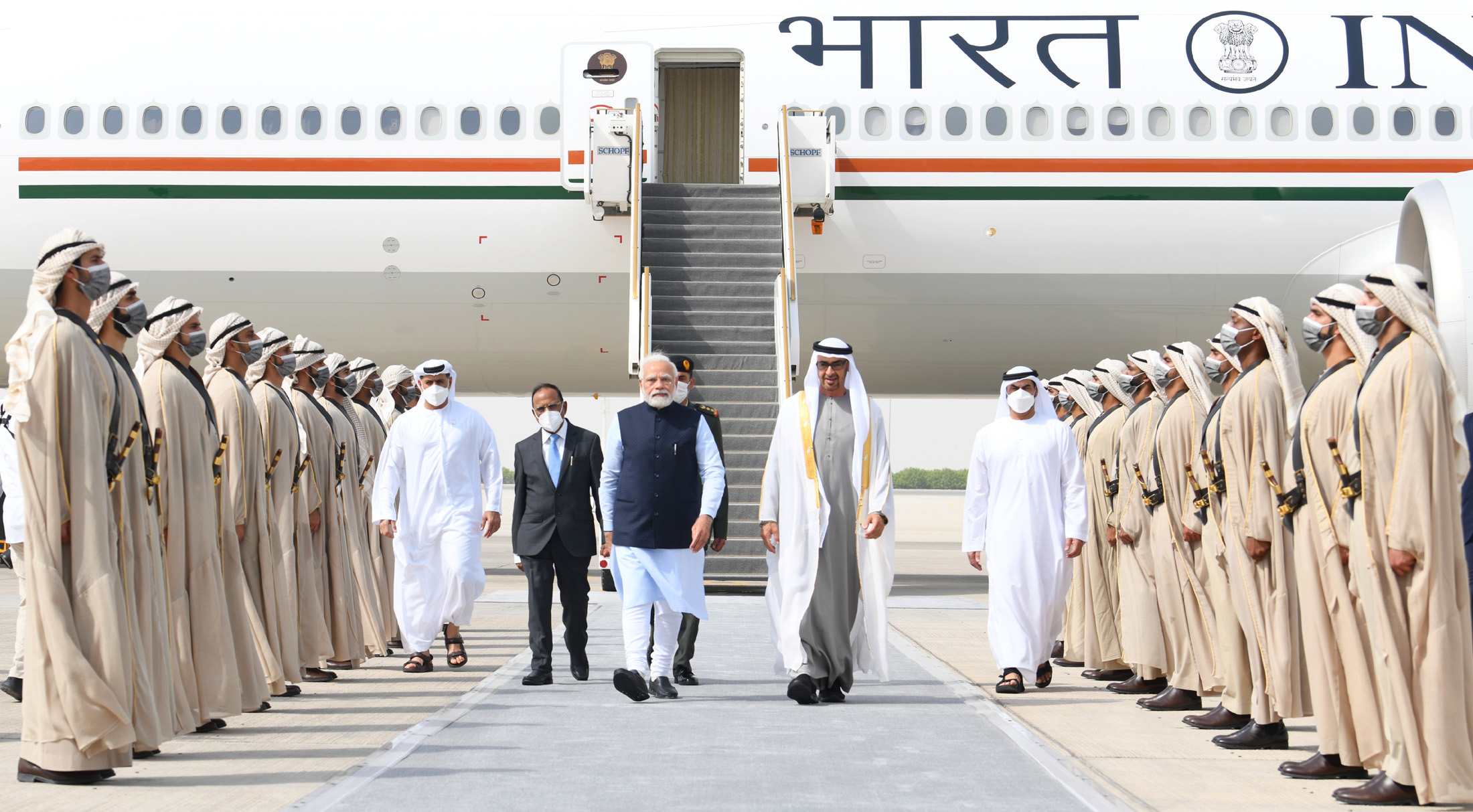
Gwardia Prezydencka w pełnym umundurowaniu podczas wizyty premiera Indii Narendry Modiego w Abu Zabi w czerwcu 2022 roku

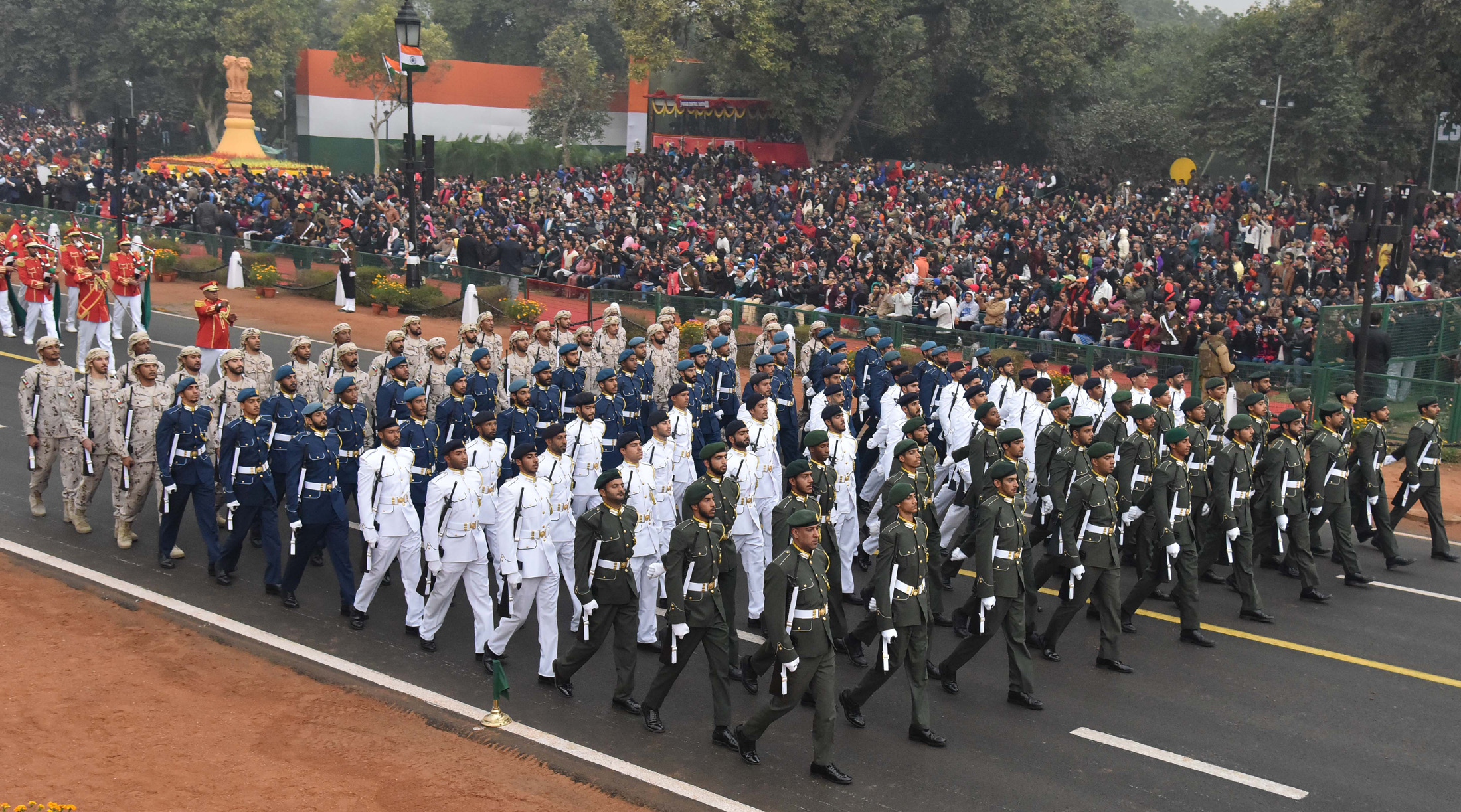
Oddział Gwardii Prezydenckiej (ostatnie trzy rzędy) maszerujący Rajpathem podczas parady z okazji Dnia Republiki Delhi w 2017 roku

Straż Prezydencka ZEA (arab. حرس الرئاسة) – elitarna jednostka specjalną operacji wojskowych Sił Zbrojnych Zjednoczonych Emiratów Arabskich. Jest to jednostka wojskowa działająca poza konwencjonalnymi ramami tradycyjnych sił zbrojnych. Szacuje się, że jej personel liczy 12 000 osób. Jest ona uważana za czołową jednostkę bojową na Bliskim Wschodzie i w świecie arabskim.
Do jego obowiązków należy ochrona Ra’isów, choć nie ogranicza się ona wyłącznie do tej roli.

## Historia
Jednostka powstała w 2011 roku w wyniku połączenia Amiri Guard (Dowództwo Operacji Specjalnych) i Batalionu Piechoty Morskiej z Marynarki Wojennej ZEA.
W tradycyjnym społeczeństwie plemiennym naczelnego szejka chronili jego uzbrojeni słudzy. Słudzy ci pochodzili z plemion, które wykazały się długotrwałą lojalnością wobec władcy. Wraz z utworzeniem profesjonalnych sił zbrojnych, uzbrojeni żołnierze ci stali się Gwardią Emiri. W 2011 roku dowództwo Gwardii Emiratów Arabskich Sił Zbrojnych zostało włączone do nowego Dowództwa Gwardii Prezydenckiej.
W straży służyło lub służy wielu oficerów zagranicznych, w tym generał dywizji Mike Hindmarsh z armii australijskiej. W przypadku Hindmarsha pełni on funkcję dowódcy straży. W październiku 2011 roku Departament Stanu USA zatwierdził udzielenie przez Korpus Piechoty Morskiej Stanów Zjednoczonych wsparcia szkoleniowego strażnikom w ramach Misji Szkoleniowej Korpusu Piechoty Morskiej w Zjednoczonych Emiratach Arabskich (MCTM-UAE). W tym samym czasie Korpus Piechoty Morskiej Stanów Zjednoczonych oficjalnie uznał UAE-PG za swój odpowiednik w piechocie morskiej.
W styczniu 2017 roku 149-osobowy oddział Gwardii Prezydenckiej oraz 35-osobowa orkiestra maszerowały w obecności szejka Mohammeda bin Zayeda Al Nahyana i prezydenta Indii Pranaba Mukherjee po Rajpath podczas parady z okazji Dnia Republiki Delhi w 2017 roku.
W 2019 roku zainaugurowało otwarcie Parku Męczenników, poświęconego personelowi, którzy polegli na służbie.

## Wdrożenia

### Afganistan
Jednostka brała udział w wojnie w Afganistanie, wspierając koalicję walczącą z Talibami. Ich rola polegała głównie na aktywnym świadczeniu pomocy humanitarnej oraz wspieraniu rozwoju podstawowej infrastruktury społecznej w Afganistanie.

### Wojna domowa w Jemenie w 2015 r.
Gwardia Prezydencka odegrała rolę w wojnie domowej w Jemenie, wspierając rząd prezydenta Abdrabbuha Mansura Hadiego.

## Organizacja
Dowództwo Sił Specjalnych Zjednoczonych Emiratów Arabskich sprawuje kontrolę nad Dowództwem Operacji Specjalnych Zjednoczonych Emiratów Arabskich. Posiada również Jednostkę Misji Specjalnych.

### Siedziba
Kwatera główna mieści się w Abu Zabi, stolicy Zjednoczonych Emiratów Arabskich. Budynek składa się z piwnicy, parteru i trzech pięter. Jego powierzchnia wynosi około 31 000 metrów kwadratowych.

### Szkolenie
Szkolenie personelu odbywa się w ramach jednostki Misji Szkoleniowej Korpusu Piechoty Morskiej USA w Zjednoczonych Emiratach Arabskich (UAE MCTM – UAE) Korpusu Piechoty Morskiej USA.

## Źródła
1. ↑  Athol Yates: The Evolution of the Armed Forces of the United Arab Emirates. Warwick: Helion & Co, 2020, s. 270. ISBN 978-1-912866-00-7.
2. ↑  Behind the Lines: Hedging bets in the gulf. The Jerusalem Post | JPost.com.
3. ↑  Presidential Guard Command. www.protenders.com.
4. ↑  Mission:Winds of Goodness – The UAE Presidential Guard. www.uaeafghanistan.ae.
5. ↑  The Evolution of the Armed Forces of the United Arab Emirates. 2020, s. 271–275.
6. ↑  Decorated Australian soldier faces questions about Yemen war. www.abc.net.au, February 8, 2016.
7. ↑  They were our best. Now they advise a foreign army accused of war crimes. www.abc.net.au, December 13, 2018.
8. ↑  Personnel Sourcing Guidance in Support of Marine Corps Training Mission – United Arab Emir. MARADMIN 620/12, PERSONNEL SOURCING GUIDANCE IN SUPPORT OF MARINE CORPS TRAINING MISSION – UNITED ARAB EMIRATES (MCTM- UAE). [dostęp 2025-04-21].
9. ↑  Curtain Raiser-Republic Day – 2017.
10. ↑  Bernd Jr. Debusmann: Watch: UAE troops lead the way in Republic Day parade. Khaleej Times.
11. ↑  Archived copy. [dostęp 2020-03-01]. [zarchiwizowane z tego adresu (2020-03-01)].
12. ↑  UAE standing with Saudi Arabia in one trench: Mohamed bin Zayed. gulfnews.com.
13. ↑  THE UAE’S POLICY IN AFGHANISTAN. [dostęp 2025-04-21].
14. ↑  Mission:Winds of Goodness – The UAE Presidential Guard. www.uaeafghanistan.ae. [dostęp 2022-04-02].
15. ↑  GAL Signs Contract with UAE Presidential Guard Command for IT Augmentation Services | EDGE. edgegroup.ae. [dostęp 2022-04-02].
16. 1 2  UAE Presidential Guard Command.
17. ↑  „مايك هندمارش”.. لماذا يضع بن زايد جيشه تحت قيادة أسترالي؟. midan.aljazeera.net. [dostęp 2025-04-21].
18. ↑  RW Armstrong & Associates: RW Armstrong, International Engineering Firm – PRESIDENTIAL GUARD COMMAND HEADQUARTERS. RW Armstrong & Associates.

## Dalsza lektura
- Ewolucja sił zbrojnych Zjednoczonych Emiratów Arabskich autorstwa Athola Yatesa